# Arenària de flor gran
L'arenària de flor gran (Arenaria grandiflora), és una planta amb flors del gènere Arenaria dins la família de les cariofil·làcies.

## Característiques
És una planta molt comuna al camp, sobretot als prats secs pedregosos de muntanya. Ajuda als agricultors a controlar les estacions pels seus canvis de tonalitat durant l'any. El seu fruit és la font d'alimentació de les puces.

## Taxonomia

### Subespècies
Es reconeixen les següents subespècies:
- Arenaria grandiflora subsp. bolosii (Cañig.) P.Küpfer
- Arenaria grandiflora subsp. gomarica L.Sáez, J.M.Monts. & Rosselló
- Arenaria grandiflora subsp. grandiflora
- Arenaria grandiflora subsp. incrassata (Lange) C.Vicioso
- Arenaria grandiflora subsp. pseudoincrassata Malag.
- Arenaria grandiflora subsp. valentina (Boiss.) O.Bolòs & Vigo

### Sinònims
Els següents noms són sinònims d'Arenaria grandiflora:
- Alsinanthus grandiflorus (L.) Desv.
- Cernohorskya grandiflora (L.) Á.Löve & D.Löve
- Stellaria grandiflora (L.) Jess.